# История Сальвадора

## Доколониальный период
Примерно с I по VII век н. э. на территории нынешнего Сальвадора жили племена майя, а затем туда пришли многочисленные родо-племенные объединения индейцев науа юта-ацтекской языковой семьи. Культура науа попала под влияние майя, в результате чего образовалась гибридная культура пипилей, создавшая государство Кускатлан. К приходу испанцев у пипилей уже были достаточно дифференцирированные социальные классы: знать, торговцы, ремесленники, плебеи, рабы.

## Колониальный период
В 1524 году конкистадор Педро де Альварадо, сподвижник завоевателя Мексики Эрнандо Кортеса, вторгся на эту территорию. В 1525 году основан город Сан-Сальвадор. Но лишь к 1528 испанцам удалось закрепиться здесь, а к 1540-м годам подавить сопротивление индейцев нахуа.
С 1560 по 1821 территория входила в состав генерал-капитанства Гватемала.
Основой экономики Сальвадора в колониальную эпоху было земледелие. До середины XIX века колония специализировалась на экспорте индиго и какао.

## Сальвадор после обретения независимости
В 1811 году, после начала войны испанских колоний за независимость была предпринята первая попытка повозглашения независимости от Испании, но она была быстро подавлена колониальными войсками. (5 ноября в Сан-Сальвадоре (испанское генерал-капитанство Гватемала) священник Хосе Матиас Дельгадо в полночь ударил в набат в церкви Мерсед и призвал население не признавать власть короля Испании (Клич из Мерсед). После этого Мануэль Хосе Арсе провозгласил независимость провинции Сан-Сальвадор. 3 декабря в Сан-Сальвадор прибыли представители генерал-капитана Гватемалы. В ходе переговоров они добились возвращения Сальвадора под юрисдикцию Испании.)
В 1821 году испанские колонии в Центральной Америке объявили независимость, но уже в 1822 году были включены в состав Мексиканской империи.
В 1823—1838 году Сальвадор входил в Соединённые Провинции Центральной Америки, куда также входили Никарагуа, Гондурас, Гватемала и Коста-Рика. 31 марта 1840 года Сальвадор, оставаясь последней провинцией в составе Федерации, расторг федеративный договор.
История Сальвадора в XIX-м веке насыщена многочисленными государственными переворотами, связанными с непрерывной борьбой между консерваторами и либералами, а также войнами, связанными с попытками восстановить федерацию республик Центральной Америки.
В 1834 году в Сальвадоре появляются первые кофейные плантации, и во второй половине XIX века основой экономики становится производство и экспорт кофе, а 14 семей крупнейших землевладельцев («кофетелерос») становятся фактическими хозяевами страны.
Второй главной сельскохозяйственной культурой стала кукуруза (для внутреннего потребления). Также на экспорт выращивались сахарный тростник, сизаль, в меньшем количестве — хлопчатник, а для внутреннего рынка — рис, бобовые, сорго. В северной части страны развивалось скотоводство (крупный рогатый скот и свиньи).
Однако с увеличением площадей под кофейные плантации происходит обезземеливание крестьян, подавляется развитие производства продуктов сельского хозяйства, предназначенных для внутреннего потребления. Сельское хозяйство подсобного типа сохраняется лишь в горах.
В 1871 году была принята и вступила в силу Конституция страны.
В 1880-е годы начинается проникновение в страну иностранного капитала, в том числе американского (в рамках «доктрины Олни» 1895 года) и немецкого. В это же время начинается строительство первых железных дорог, появляются небольшие промышленные предприятия. Однако развитие внутреннего рынка во многом тормозит крайне низкий уровень спроса населения.

## Сальвадор в 1920-е — 1960-е годы
В Первой мировой войне Сальвадор сохранял нейтралитет.
Конец 1920-х годов ознаменован разрушением традиционной двухпартийной системы. В 1927 году после прихода к власти президента Пио Ромеро Боске были осуществлены реформы, в результате которых возникла многопартийная политическая система. Следующий президент, Артуро Араухо, был избран в январе 1931 года из шести кандидатов, представлявших различные партии. Араухо выступал с программой расширения социальных гарантий, перераспределения доходов в пользу неимущих слоев населения и аграрной реформы, однако ничего из указанного осуществить не смог. В результате его правления страну на фоне Великой депрессии постиг жестокий экономический спад. Армейские офицеры, недовольные урезанием военного бюджета и отсутствием влияния в правительстве, организовали военный переворот в декабре 1931 года, к власти был приведен вице-президент страны, бывший генерал армии Максимилиано Эрнандес Мартинес.
В 1932 году произошло первое коммунистическое восстание в Америке — несколько десятков тысяч крестьян под формальным предводительством Фарабундо Марти выступили против режима, но восстание было подавлено с помощью жесточайших репрессий. Вслед за этим подверглись расправе и другие политические силы. Таким образом, короткий период демократии между 1927 и 1931 закончился установлением военной диктатуры Эрнандеса Мартинеса.
В период диктатуры Мартинеса в Сальвадоре усилилась ориентация на Германию, в июле 1937 года было сделано заявление о присоединении к «Антикоминтерновскому пакту», а в августе 1937 года страна вышла из Лиги Наций.
«Прогерманская» ориентация имела экономические основания. Воспользовавшись падением цен на сырьевые товары в связи с мировым экономическим кризисом, Германия стала форсировать импорт сырья, необходимого для подготовки к войне. в 1932 году объём импорта сальвадорских товаров в Германию составил 12,9 млн. рейхсмарок, в 1938 году — 9,2 млн рейхсмарок (97,8 % составляло продовольствие). В обмен поставлялись машины (в основном, для сельского хозяйства и легкой промышленности), металлоизделия, химические и фармацевтические товары. В период с 1932 по 1938 годы экспорт германских товаров в Сальвадор увеличился с 1,3 до 7,6 млн рейхсмарок.
Особенностью торгового оборота между странами (в связи с незначительными валютными запасами Германии и напряженным состоянием её платежного баланса) стало широкое распространение расчетов в системе «компенсационных марок», разработанной под руководством президента рейхсбанка Я. Шахта. Определённая сумма таких марок закреплялась на специальных счетах и служила для оплаты импортируемого Германией сырья и одновременно для закупок товаров в Германии. «Компенсационные марки» не котировались на международном рынке и могли быть использованы только в торговле с Германией.
В декабре 1941 года Сальвадор объявил войну странам «оси».
В 1944 году в результате выступления прогрессивных военных, студентов и политической оппозиции Эрнандес ушёл в отставку.
В 1945 году президентом Сальвадора был избран Сальвадор Кастанеда Кастро, чей срок пребывания у власти должен был длиться с 1 марта 1945 года по 1 марта 1949 года. Однако во время его правления страна столкнулась с большим количеством проблем, а он ввёл, фактически, осадное положение. Чтобы обеспечить себе переизбрание, он созвал на 16-17 декабря 1948 года Конституционную Ассамблею. Это послужило последней каплей для офицеров, устроивших 14 декабря 1948 года военный переворот. После него был создан Революционный правящий совет, в который вошли как военные, так и гражданские лица.
В 1950 году была принята и вступила в силу новая конституция страны. 14 сентября 1950 года Революционный правящий совет прекратил свою деятельность.
В 1959 году военный президент Сальвадора, полковник Хосе Гарсиа Лемус и диктатор Гватемалы Идигорас Фуэнтес заключили «антикоммунистический пакт».
В октябре 1960 года к власти пришла прогрессивная «военно-гражданская хунта», однако начатые ей демократические преобразования не были завершены, поскольку 25 января 1961 года в результате военного переворота к власти пришел «военно-гражданский директорат».
В 1962 году была принята и вступила в силу новая Конституция страны.
В 1969 году между Сальвадором и Гондурасом произошла так называемая Футбольная война.

## Сальвадор в 1970-е годы
Летом 1969 года, после окончания войны с Гондурасом, страна оказалась в сложном положении: ценой военной победы стало осложнение дипломатических отношений с соседними странами (Организация Американских Государств осудила агрессию), экономические затруднения и необходимость репатриации на своей территории значительного количества беженцев.

### Противостояние военного режима и «Национального союза оппозиции»
Недовольство политикой правительства усиливалось, в октябре 1971 года был образован «Национальный союз оппозиции», в который вошли Христианско-демократическая партия, социал-демократическое «Национальное революционное движение» и связанный с коммунистами «Национальный демократический союз». «Национальный союз оппозиции» выдвинул на президентских выборах 1972 года кандидатом в президенты христианского демократа Хосе Наполеона Дуарте, а в вице-президенты — лидера «Национального революционного движения» Гильермо Унго. Однако на выборах, сопровождавшихся многочисленными нарушениями, победил представитель консерваторов, полковник Артуро Армандо Молина, набравший по официальным данным 43,4 %. Кандидат «Национального союза оппозиции» Дуарте получил 42,1 %. Это вызвало острый политический кризис и попытку вооружённого переворота, предпринятую 25 февраля 1972 года группой молодых офицеров (бои в столице продолжались 18 часов). Дуарте поддержал восставших, был арестован, затем эмигрировал в Венесуэлу.
На президентских выборах 1977 года «Национальный союз оппозиции» выдвинул кандидатом в президенты отставного полковника Эрнесто Антонио Кларамонта, прославившегося как участник Футбольной войны, а кандидатом в вице-президенты христианского демократа мэра столицы в 1974—1976 Хосе Антонио Моралеса. Выборы 20 февраля 1977 года не принесли неожиданностей — генерал Карлос Умберто Ромеро был провозглашён избранным ещё до окончательного подсчёта голосов. Наблюдателями были отмечены массовые нарушения, жёсткое давление на избирателей оказывало крайне правое проправительственное ополчение ORDEN, созданное генералом Медрано. Национальный союз оппозиции и полковник Кларамонт обвинили власти в фальсификации выборов. Оппозиция указывала на массовые «вбросы» подложных бюллетеней, на то, что наблюдателей избивали и выгоняли с избирательных участков, на то, что избирательный процесс негласно координировался по военной радиосвязи. В 16 районах, где голосование, по данным наблюдателей, прошло в соответствии с законом, полковник Кларамон набирал около 75 % голосов. Тысячи недовольных собрались на площади Ла Либертад и в одноимённом парке с требованием отмены результатов голосования. Генерал Карлос Умберто Ромеро как министр общественной безопасности выступил с заявлением, что выборы были честными и ввёл в стране осадное положение на 30 дней. 28 февраля 1977 года Ромеро отдал силам безопасности приказ разогнать оппозиционеров. В ходе операции силы армии и полиции при поддержке танков окружили парк и открыли огонь по протестующим. К утру следующего дня погибли более 50 человек, сотни были ранены, в том числе и полковник Кларамонт. 1 июля 1977 года генерал Ромеро принёс присягу как президент Сальвадора, его противника полковника Кларамонта выслали в Коста-Рику.

### Переворот 1979 года
Правление генерала Ромеро, обвиняемого оппозицией в фальсификации президентских выборов года и жестоко подавлявшего любые антиправительственные выступления, привело Сальвадор на грань гражданской войны. В этих условиях даже средний командный состав сальвадорской армии отказал режиму в поддержке: в гарнизонах и в военных учебных заведениях возникло подпольное движение, известное как Молодые военные (исп. La juventud militar" или Демократическая военная молодёжь (исп. Juventud Militar Democrática). В конце лета 1979 года военный руководитель движения Рене Герра и его брат Родриго Герра, возглавлявший Гражданский комитет, приступили к подбору кандидатов для будущей правительственной хунты. Её состав было решено сформировать из двух военных и трёх гражданских лиц. Одним из военных стал известный своими социал-демократическими взглядами полковник Адольфо Махано, другим — полковник инженерных войск Хайме Абдул Гутьеррес, представитель консервативного крыла армейского командования. Кандидатуры Гутьерреса и Махано были утверждены на тайных офицерских собраниях, прошедших практически во всех воинских частях Сальвадора. Адольфо Махано и Рене Герра составили план военной операции по смещению президента Ромеро, которая была проведена ночью на 15 октября 1979 года. Диктатор был выслан в Гватемалу.

## Сальвадор во время гражданской войны
На рубеже 1979 и 1980 года в стране начинается гражданская война, которая продолжалась более 12 лет. В ходе гражданской войны выделяют три основных периода: начальный этап (1980—1984), «война на истощение» (1985—1989) и мирные переговоры (1990—1992).

### Революционная правительственная хунта
В результате переворота к власти в стране пришла Революционная правительственная хунта в составе двух армейских офицеров (Адольфо Махано и Хайме Абдул Гутьеррес) и трех левых политиков (в том числе Гильермо Унго), выступивших с программой проведения аграрной реформы, национализации банков, запрета деятельности частных военизированных формирований, роспуска организации ORDEN. Полковник Махано как формальный лидер «Военной молодёжи» и руководитель переворота сосредоточил в своих руках основную часть функций главы государства и пост главнокомандующего вооружёнными силами. Однако присоединившаяся к перевороту группа консервативных офицеров (её представителем в составе хунты был Х. А. Гутьеррес) добилась назначения на пост министра обороны полковника Хосе Гильермо Гарсии, который стал проводить самостоятельную политику. Пока Махано и гражданские члены хунты пытались найти пути к национальному примирению и реформированию общества, министерство обороны и поощряемые им полувоенные формирования продолжили вести открытую войну против левой оппозиции, как вооружённой, так и вполне легальной. В Сальвадоре возникла ситуация двоевластия — формальный руководитель хунты и главнокомандующий Адольфо Махано не обладал полным контролем над армией и спецслужбами и был вынужден согласовывать свои решения с полковником Гутьерресом. На этом фоне активизировались противники правительства, как слева (Народные силы освобождения имени Фарабундо Марти, Революционная армия народа), так и справа (Национальный широкий фронт).
В начале января 1980 года три гражданских члена хунты вышли из её состава в знак протеста против проводимых Гарсией репрессий, что усилило позиции правых и ослабило влияние Махано. Однако тот продолжал настаивать на проведении экономической и аграрной реформ, национализации банков и внешней торговли, а также на создании условий для свободных выборов. В феврале-марте 1980 года в состав хунты вошли представители Христианско-демократической партии Хосе Антонио Моралес Эрлих и вернувшийся из эмиграции лидер ХДП Хосе Наполеон Дуарте. Во второй половине марта 1980 года Адольфо Махано удалось добиться опубликования декрета о радикальной аграрной реформе, но это была его последняя серьёзная победа.
В феврале 1980 года хунта приостановила действие Конституции 1962 года, а с ней и действие конституционных гарантий, чем юридически развязала руки правому крылу армии, которое уже проводило чистку офицерского корпуса от представителей «Военной молодёжи». Одновременно с декретом об аграрной реформе, Революционная хунта ввела осадное положение на всей территории страны, что стало самым ярким проявлением двойственной правительственной политики, получившей название «Реформы + репрессии». При этом, по-прежнему ухудшалось состояние экономики, уровень безработицы в 1979 составлял 40 % населения страны. Это привело к росту протестной активности населения. Поляризация политических сил в Сальвадоре зашла настолько далеко, что о диалоге между левыми и правыми речь уже не шла: одни полагались только на террор армии и полувоенных формирований, другие — на тактику антиправительственной партизанской войны.
В мае 1980 года правые добились отстранения Адольфо Махано от реальной власти и 12 мая 1980 года Хайме Абдул Гутьеррес занял пост главнокомандующего вооружёнными силами, а ещё через два дня возглавил Революционную хунту. Устранение двоевластия и победа правых в руководстве Сальвадора, с одной стороны, и консолидация вооружённых группировок левых сил, с другой стороны, означали переход к открытой гражданской войне. В течение последующих месяцев террор нарастал и боевые действия распространялись на всю территорию страны.
13 декабря 1980 года было принято решение сформировать третью Революционную правительственную хунту. Адольфо Махано в новый состав хунты не вошёл. Президентом страны был назначен христианский демократ Хосе Наполеона Дуарте, а полковник Хайме Абдул Гутьеррес занял посты вице-президента и главнокомандующего вооружёнными силами. В последующие полтора года новому правительству удалось не только сохранить военное преимущество и удержать власть, но и провести 28 марта 1982 года выборы в Учредительную ассамблею.

### Фронт национального освобождения имени Фарабундо Марти
Сандинистская Революция 1979 года в Никарагуа вызвала консолидацию оппозиции.
В декабре 1979 года было заключено соглашение о создании координационного центра, в который вошли представители трёх революционных организаций: «Народные силы освобождения имени Фарабундо Марти» (FPL), «Вооруженные силы национального сопротивления» и Коммунистической партии Сальвадора. Договорившись о единстве действий, каждая из трёх организаций оставалась независимой. В январе 1980 года к соглашению присоединилась также «Революционная партия Сальвадора — Революционная армия народа». Совместно ими была разработана программная платформа будущего революционного правительства страны, а согласование позиций по основным вопросам военного, политического, национального и международного характера позволило создать в январе 1980 года «Революционный координационный комитет», на основе которого к маю 1980 года было создано общее военное командование (Объединенное революционное руководство).
В начале 1980 года возник Координационный совет революционных массовых организаций: «Революционный народный блок» («политическая фракция» «Народных сил освобождения имени Фарабундо Марти»), «Народная лига 28 февраля» (политическое объединение сторонников движения «Революционная армия народа»), «Фронт объединённого народного действия» (политическое объединение сторонников движения «Национальное Сопротивление»), «Национальный демократический союз». В апреле-июле 1980 г. на базе Координационного совета был создан Революционно-демократический фронт (Frente Democratico Revolucionario).
11 октября 1980 года был создан единый Фронт национального освобождения имени Фарабундо Марти, в состав которого вошли пять революционных организаций социалистической и коммунистической ориентации:
- Народные силы освобождения имени Фарабундо Марти (FPL), вооруженные формирования: EPL (Ejército Popular de Liberacion)
- Революционная партия Сальвадора (PRS, Partido de la Revolución Salvadoreña), вооруженные формирования: «Революционная армия народа» (ERP, Ejército Revolucionario del Pueblo),
- Национальное Сопротивление (RN), вооруженные формирования: «Вооруженные силы национального сопротивления» (RN-FARN, Fuerzas Armadas de la Resistencia Nacional)
- Коммунистическая партия Сальвадора (PCS), вооруженные формирования: «Вооруженные силы освобождения» (FAL, Fuerzas Armadas de Liberación)
- Революционная партия трудящихся Центральной Америки (PRTC) вооруженные формирования: ERTC (Ejército Revolucionario de los Trabajadores Centroamericanos)

На раннем этапе лидером движения являлся Сальвадор Каэтано Карпио, а после его самоубийства 12 апреля 1983 г. — Хоакин Вильялобос, лидер ERP.

### Эскадроны смерти
В это же время активизировалась деятельность военизированных ультраправых групп. Ведущим организатором «эскадронов смерти» выступал отставной майор военной разведки Роберто д’Обюссон, основатель Союза белых воинов, Национального широкого фронта и влиятельной крайне правой партии Националистический республиканский альянс (АРЕНА). 24 марта 1980 года, во время богослужения снайпером «эскадронов смерти» был убит архиепископ Сан-Сальвадора Ромеро, выступавший против эскалации насилия (в убийстве обвинены боевики д’Обюссона во главе с Эктором Антонио Регаладо, который ещё в середине 1970-х основал «эскадрон смерти» FAR, отличавшийся особой жестокостью). В ноябре 1980 г. боевики «эскадронов смерти» убили шестерых руководителей Революционно-Демократического Фронта (РДФ), это событие поставило под сомнение возможность функционирования легальных организаций оппозиции. Действия ультраправых террористов вызывали резкие протесты посла США в Сальвадоре Роберта Уайта — отозванного и заменённого в феврале 1981 года.

### Становление демократии в условиях гражданской войны
В ноябре 1980 отряды ФНОФМ перешли в наступление в департаменте Морасан и в конце ноября 1980 года сумели закрепиться в окрестностях вулкана Гуасапа, эта территория была объявлена «первой свободной зоной». 10 января 1981 г. ФНОФМ начал всеобщее восстание на всей территории страны. После серии боёв, к середине 1982 года обстановка стабилизировалась, в стране определились три зоны — территория, контролируемая ФНОФМ, промежуточная «ничейная зона» и зона, находящаяся под контролем правительственных войск. Впрочем, эти зоны не имели четких границ, которые изменялись в зависимости от действий регулярной армии и активности партизан.
В этих условиях 28 марта 1982 года состоялись выборы в Учредительную ассамблею. 29 апреля 1982 года ассамблея избрала президентом главу Центрального резервного банка Сальвадора Альваро Маганья, который в июне 1982 сформировал «правительство национального единства». 8 мест в правительстве получили консерваторы (Партия национального примирения) и крайне правые — Националистический республиканский альянс, «партия эскадронов смерти» Роберто д’Обюссона, 3 поста заняли представители центристской Христианско-демократической партии и 3 поста были отданы независимым.
23 декабря 1983 года вступила в силу новая Конституция страны.
Прямые президентские выборы состоялись в два тура, 25 марта и 6 мая 1984 года — президентом был избран Х. Н. Дуарте, однако к стабилизации в стране эти выборы не привели: в них приняли участие около 50 % избирателей, в 90 из 261 муниципалий выборы не проводились.
Парламентские выборы состоялись 31 марта 1985, победила президентская Христианско-демократическая партия, получившая 52,4 % голосов.
С 1987 года правительство Дуарте начало переговоры с руководством ФНОФМ.
19 марта 1989 на очередных выборах победил кандидат от консервативной партии АРЕНА Альфредо Кристиани.
25 февраля 1990 года в Никарагуа состоялись свободные выборы президента и Национальной ассамблеи, сандинисты, оказывавшие поддержку ФНОФМ, потерпели поражение. 13 марта 1990 года представители ФНОФМ объявили о прекращении атак объектов гражданской инфраструктуры и сообщили о том, что готовы начать переговоры с правительством. 31 декабря 1991 — в Чапультепекском двореце в Мехико, при посредничестве ООН, представители правительства и повстанцев подписали соглашения об окончании гражданской войны, с 1 января 1992 началось 9-месячное прекращение огня. Негосударственные вооружённые формирования ультраправых сил и левых партизан были распущены, ФНОФМ стал легальным общественно-политическим объединением.
В 1992 году правительство начало неолиберальные реформы. Были сокращены государственные расходы, в 1993 году были приватизированы банки, национализированные в 1980 году, и ряд предприятий. В 1993 году была объявлена амнистия для участников войны, проведена земельная реформа (в результате которой 39 тыс. крестьян и бывших солдат получили земельные участки).
15 декабря 1993 — день официального окончания гражданской войны.

## Современное состояние
В 1994 году состоялись выборы президента страны и выборы в Законодательную Ассамблею, в которых участвовали 12 политических партий и общественных объединений.
В 1990-е годы и начале XXI века Сальвадор представлял собой находящуюся в тяжелом экономическом положении страну, в которой внутриполитические противоречия решаются с помощью цивилизованных демократических процедур. Сложилась двухполюсная демократическая система. Ведущей правой партией стала АРЕНА, её политический курс и риторика эволюционировали от ультраправого радикализма к правому консерватизму, партия стала акцентировать приверженность представительному правлению и правам человека. Ведущей левой партией является ФНОФМ, отказавшийся от насильственного захвата власти. В 1995 года политические структуры входивших в ФНОФМ организаций объявили о самороспуске, их активисты вошли непосредственно в состав ФНОФМ.
До 2009 года на всех президентских выборах побеждала АРЕНА. Президентский пост последовательно занимали Альфредо Кристиани, Армандо Кальдерон Соль, Франсиско Флорес, Антонио Сака. Во время президентства Франсиско Флореса национальная валюта сальвадорский колон была с 1 января 2001 выведена из обращения и заменена на доллар США, а в 2003 сальвадорский армейский батальон был направлен в состав международного контингента для участия в Иракской войне.
15 марта 2009 года представитель умеренного крыла ФНОФМ журналист, не принимавший участия в гражданской войне, Маурисио Фунес победил на президентских выборах кандидата правых сил Родриго Авилу, получив 1354 тыс. (51,32 %) голосов избирателей в первом туре.
На президентских выборах 2014 года победу одержал кандидат ФНОФМ вице-президент Сальвадор Санчес Серен, набравший во втором туре 50,11 % голосов и опередивший Нормана Кихано.
На парламентских и местных выборах большинство мест делят между собой АРЕНА и ФНОФМ. Председателем Законодательной ассамблеи в 2018 был избран представитель ARENA Норман Кихано — оппонент Санчеса Серена на президентских выборах.
Центристская Христианско-демократическая партия, которая во главе с Дуарте была главной силой оппозиции военному режиму, а затем самым активным сторонником демократии в противостоянии ультралевым партизанам и ультраправым «эскадронам смерти», не смогла извлечь политическую выгоду при утвердившейся демократической форме правления. Постепенный отток избирателей к правому и левому полюсам привёл к тому, что на парламентских выборах 2015 года она получила 2,47 % голосов и 1 депутатское место.